# Analogue Bubblebath
Analogue Bubblebath è il primo EP pubblicato con lo pseudonimo "The Aphex Twin" (successivamente ristampato con lo pseudonimo "AFX") dal musicista Richard D. James.
Fa parte di una serie omonima di sei EP, ed è composto da quattro tracce, tutte composte nello stile acid house techno popolare in quel periodo. È stato pubblicato nel 1991 dalla TVT Records e dalla Mighty Force Records sia nel formato CD che nel formato vinile 12 pollici.
Le prime due tracce Analogue Bubblebath e Isopropophlex sono presenti anche trovare nella compilation Classics della R&S Records, coi titoli Analogue Bubblebath 1 e Isopropanol. Le ultime due tracce vedono la collaborazione del DJ e produttore britannico Tom Middleton.

## Tracce
Lato A
1. Analogue Bubblebath – 4:46
2. Isopropophlex – 5:20

LatoB
1. Entrace to Exit – 4:22
2. AFX 2 – 5:26